# Pădurea Crujana
Pădurea (Quercetumul) Crujana este o arie protejată de interes național ce corespunde categoriei a IV-a IUCN (rezervație naturală, tip forestier), situată în județul Suceava, pe teritoriul comunei Pătrăuți.
Rezervația naturală este constituită dintr-un arboret de specii de foioase, cu participarea majoritară a stejarului. Constituția arboretului este plină, înălțimea medie fiind de 30 m, iar diametrul cuprins între 45-50 cm. Altitudinea rezervației este de 370 m, iar suprafața sa este de 39,40 ha.